# AS Génération Foot
Académie Génération Foot, auch Académie Génération Foot Amara Touré genannt, ist ein im Jahr 2000 in Dakar (Senegal) gegründeter Fußballverein. Der Verein trägt seine Heimspiele im Stade Déni Biram Ndao mit einer Kapazität von 1000 Plätzen aus. Die Jugendakademie des Vereins hat einige der bekanntesten Fußballer des Landes hervorgebracht, darunter Sadio Mané, Diafra Sakho und Papiss Demba Cissé.

## Geschichte
Der Club wurde im Jahr 2000 in Dakar von Mady Touré gegründet. Er erhielt den Namen von Amara Touré, seinem Vater. Seit 2013 ist der Verein in Déni Biram Ndao beheimatet. In diesem Ort in der im Département Rufisque gelegenen Landgemeinde Bambylor am Rand der Metropolregion Dakar wurde mit französischer Unterstützung ein großzügiges Trainingszentrum mit Stadion errichtet. Die Investitionen zahlten sich aus: Der Verein gewann 2017 und 2019 die Ligue 1 Senegal.

## Partnerschaften
Seit 2003 besteht eine Partnerschaft mit dem FC Metz, der im Gegenzug für finanzielle Unterstützung vorrangig auf Spieler zugreifen darf, die den Verein verlassen.

## Erfolge
- Senegalesischer Meister: 2017, 2019, 2022/23
- Senegalesischer Pokalsieger: 2015, 2018

## Bekannte ehemalige Spieler
Insgesamt sind mehr als 30 ehemalige Spieler des Vereins Profifußballer geworden.
- Landry N'Guemo
- Momar N’Diaye
- Cheikh Guèye
- Babacar Gueye
- Papiss Demba Cissé
- Fallou Diagne
- Diafra Sakho
- Sadio Mané
- Ismaïla Sarr
- Habib Diallo
- Ibrahima Niane
- Papa Amadou Diallo
- Lamine Camara
- Malick Mbaye

## Trainer
| Trainer       | Nation     | von            | bis             |
| ------------- | ---------- | -------------- | --------------- |
| Olivier Perri | Frankreich | 1. Juli 2013   | 17. Juli 2018   |
| Demba Mbaye   | Senegal    | 5. Juli 2018   | 25. August 2019 |
| Djiby Fall    | Senegal    | 1. August 2019 |                 |